# Rhinanthus songaricus
Rhinanthus songaricus är en snyltrotsväxtart som först beskrevs av Jakob von Sterneck, och fick sitt nu gällande namn av Boris Fedtjenko. Rhinanthus songaricus ingår i släktet skallror, och familjen snyltrotsväxter. Inga underarter finns listade i Catalogue of Life.